# Amerikansk tundrapipare
Amerikansk tundrapipare (Pluvialis dominica) är en fågel som tillhör familjen pipare. Till utseendet påminner den om de två närbesläktade arterna sibirisk tundrapipare (Pluvialis fulva) och ljungpipare (Pluvialis apricaria).

## Utseende och läte
Amerikansk tundrapipare är en medelstor pipare som mäter 24-27 centimeter, har ett vingspann på cirka 66 centimeter och väger cirka 145 gram. Den är något större än sibirisk tundrapipare men gentemot ljungpipare är den istället mindre, slankare och mer långvingad. Stående har den lång handpenneprojektion.
I alla dräkter påminner den om sibirisk tundrapipare. I adult dräkt är den mer svart undertill och på sidorna än sibirisk tundrapipare och den liknare snarare kustpiparen än ljungpiparen. Undergumpen och undersidan av stjärten är dock svarta. De vita ögonbrynsstrecket som går ihop i pannan går ner bakom örontäckaren och ner på bröstet och bara ett tunt svart streck skiljer dessa stora vita ytor på bägge sidor om bröstet. Ovansidan är grovt vattrad i svart, grått, vitt och med få inslag av gult. Dess ben som är ganska långa är mörkare svartgrå än exempelvis ljungpiparens. I flykten ser man att den inte har något vitt i armhålan som ljungpiparen och sibiriskt tundrapipare utan den är helsvart. Undersidan av vingen är gråbrun som hos sibirisk tundrapipare. 
I juvenil dräkt påminner den om en liten juvenil kustpipare. Den är ljust grå på bröst och undergump, har en vattrad ovansida som ser skiffergrå ut på håll och den har ett markerat ljust ögonbrynsstreck.
Dess lockläte är ett "klyi" med betoning på första stavelsen.

## Utbredning och flyttning

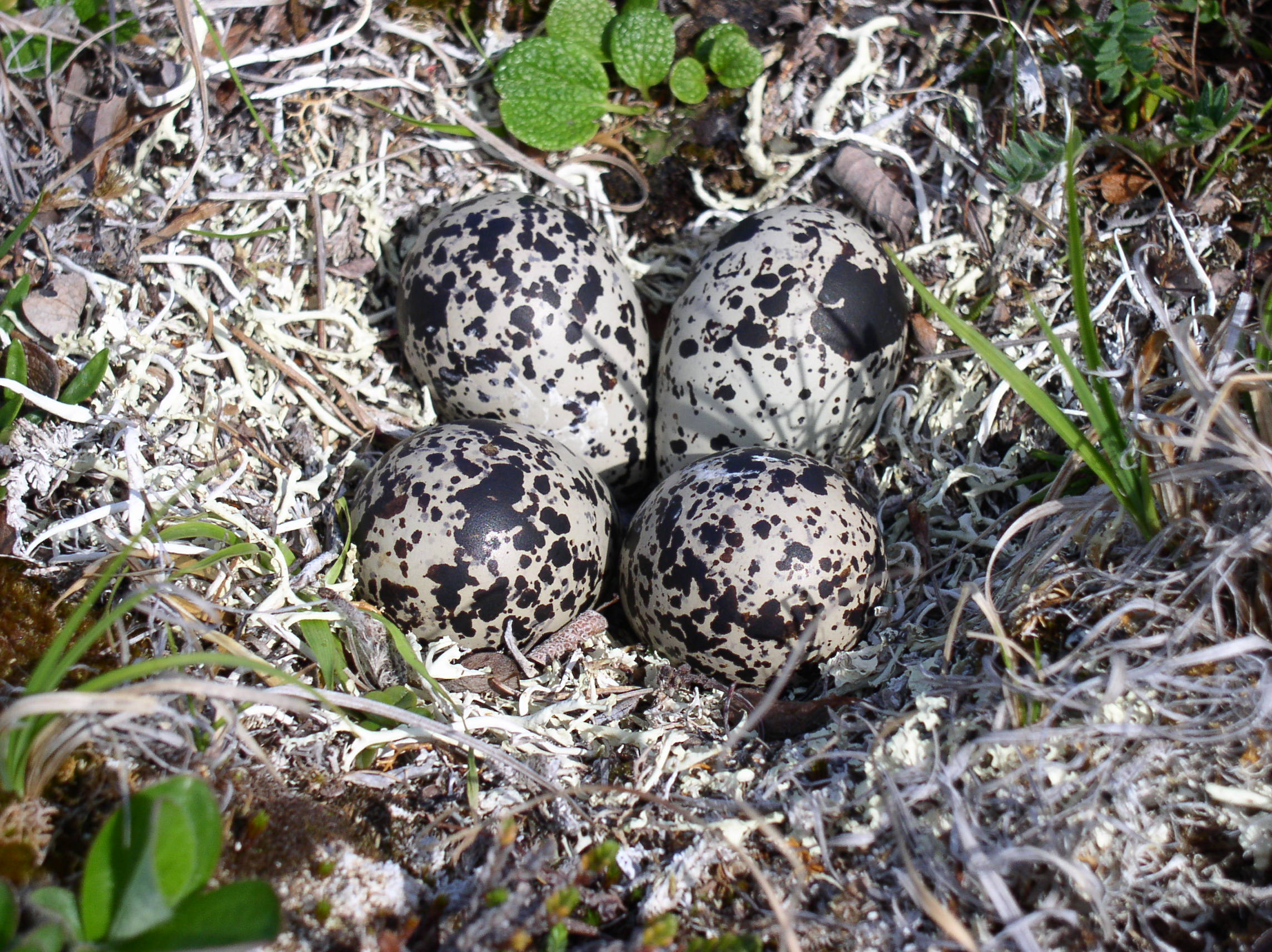
Rede med fyra ägg.

Amerikansk tundrapipare häckar i Alaska och Kanada och övervintrar i södra Sydamerika. De följer en elliptisk flyttrutt. Nordflyttande fåglar passerar genom Centralamerika under perioden januari-april och rastar i stora antal i exempelvis Illinois innan de flyttar sista sträckan till sina nordliga häckplatser. Under hösten följer de en östligare rutt över västra Atlanten och Karibiska havet till övervintringsområdena i Patagonien. Arten har en av de längsta kända flyttrutterna av alla fåglar och tillryggalägger mer än 40 000 km och av dessa är 3.500 km över öppet hav. 
Felflugna individer observeras sällsynt men regelbundet i Västeuropa. I Sverige är den en mycket sällsynt gäst, ovanligare än sibirisk tundrapipare. Den har observerats 19 gånger till och med 2020, första gången på Ängsnäset i Falsterbo, Skåne 20 september 1981. Därtill har ytterligare 30-talet fynd gjorts av obestämda tundrapipare.

## Systematik
Amerikansk tundrapipare tillhör det lilla släktet Pluvialis som omfattar fyra arter inom familjen pipare (Charadriidae). Tidigare behandlades sibirisk och amerikansk tundrapipare som två underarter av samma art och amerikansk tundrapipare bar då det vetenskapliga namnet P. d. dominica. Studier har dock visat att de skiljer sig tydligt åt i läten och habitat i häckningsområdena, och där utbredningen överlappar i västra Alaska häckar de strikt sympatriskt. Arterna skildes troligen åt för cirka 1,8 miljoner år sedan. Amerikanska tundrapiparen behandlas idag som monotypisk, det vill säga att den inte delas in i några underarter.

## Ekologi
Amerikansk tundrapipare häckar på gräsbeväxt tundra och lägger sitt bo direkt på marken på en torr öppen plats. De söker mat på fält, stränder och flodbäddar och lever främst av insekter och kräftdjur.

## Status och hot
Arten har ett mycket stort utbredningsområde, och trots att arten minskar kategoriseras den inte som hotad av IUCN. Stora antal sköts under senare delen av 1800-talet och populationen har aldrig fullt ut återhämtat sig. Världspopulationen uppskattas till mellan en miljon och sex miljoner vuxna individer.